# مارات هوهانیسیان
مارات هامازاسبی هوهانیسیان (ارمنی: Մարատ Համազասպի Հովհաննիսյան؛  زادهٔ ۲۱ سپتامبر ۱۹۴۵) جراح، استاد اهل ارمنستان است.

## زندگی‌نامه
وی در ۲۱ سپتامبر ۱۹۴۵ در نور بایزیت به دنیا آمد و از انستیتو پزشکی شماره ۱ مسکو (۱۹۶۹) فارغ‌التحصیل گشت. همچنین برندهٔ جوایزی همچون مدال مخیتار هراتسی (۲۰۰۰) شده است.

## یادداشت
1. ↑  Նոր Բայազետ
2. ↑  բժշկական գիտությունների դոկտոր
3. ↑  Մոսկվայի 1-ին բժշկական ինստիտուտ